# Listes d'exoplanètes
Cette page est une liste générale d'exoplanètes. Pour d'autres listes, voir la liste des planètes connues

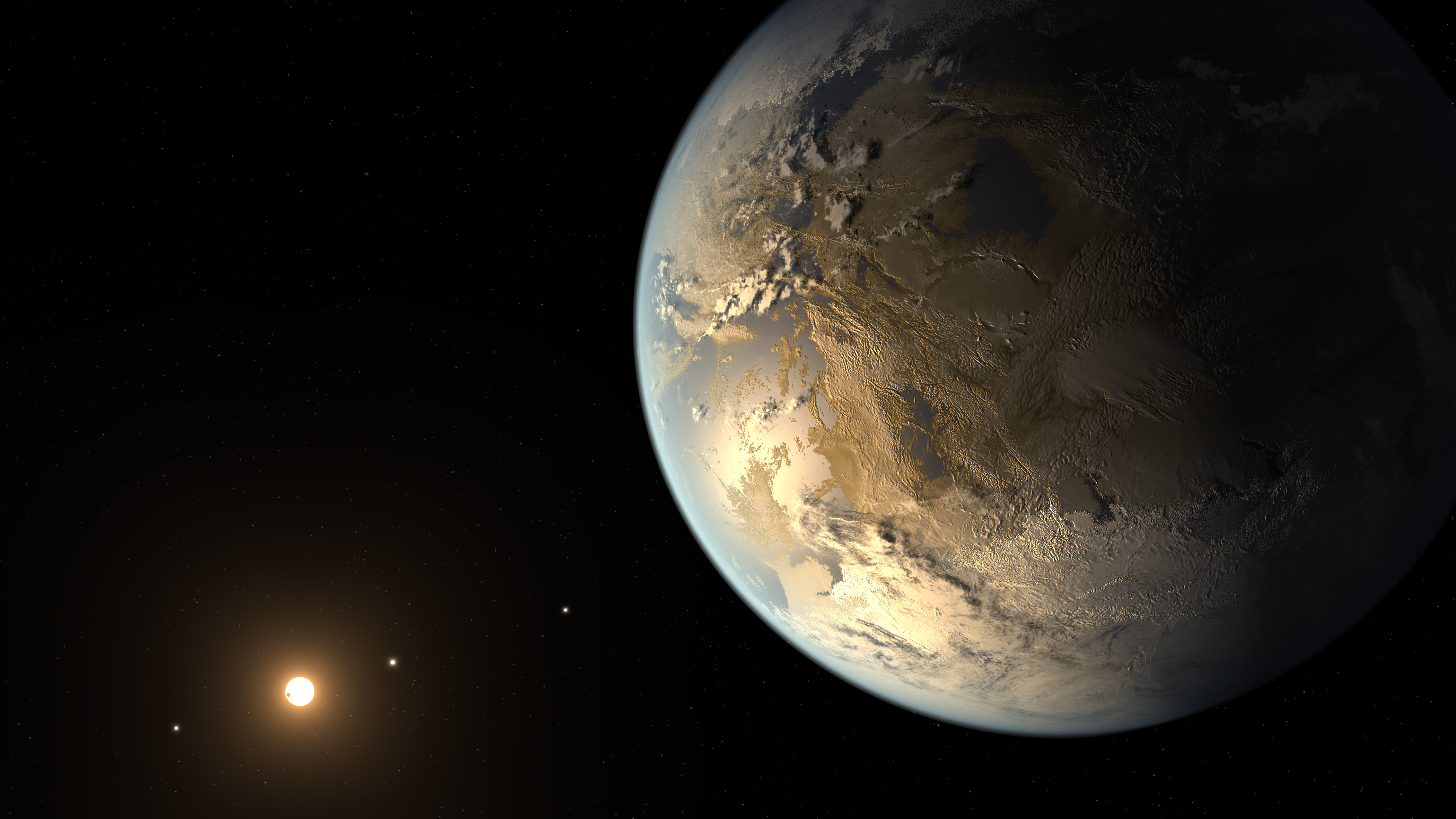
Vue d'artiste de l'exoplanète potentiellement habitable Kepler-186f.

Voici un ensemble de listes d'exoplanètes. Au 1er octobre 2022, on comptait 5 197 exoplanètes confirmées. La majorité de ces planètes a été découverts par le télescope spatial Kepler. En plus des exoplanètes confirmées, il reste 2 056 exoplanètes potentielles de sa première mission à confirmer, 969 de sa mission « Second Light », et 3 945 de la mission TESS.
Pour des listes par constellation sur les propriétés physiques, orbitales et autres, ainsi que sur les circonstances de la découverte et autres aspects, voir le § Listes exoplanètes par constellation.

## Nomenclature
La convention de désignation des exoplanètes est une extension du système de désignation des systèmes à étoiles multiples adopté par l'Union astronomique internationale (UAI). Pour les exoplanètes orbitant autour d'une étoile unique, la désignation est normalement formée en prenant le nom ou, plus communément, la désignation de son étoile mère et en ajoutant une lettre minuscule. La première planète découverte dans un système reçoit la désignation « b » (l'étoile mère est considérée comme « a ») et les planètes suivantes reçoivent des lettres ultérieures.  Si plusieurs planètes d'un même système sont découvertes en même temps, la plus proche de l'étoile reçoit la lettre suivante, suivie des autres planètes par ordre de taille orbitale. Une norme provisoire sanctionnée par l'UAI existe pour permettre la désignation de planètes circumbinaires. Un nombre limité d'exoplanètes ont des noms propres approuvés par l'UAI. D'autres systèmes de nommage existent.

## Méthodes de détection
Environ 97% des exoplanètes confirmées ont été découvertes par des techniques indirectes de détection, principalement par des mesures de vitesse radiale et des techniques de surveillance du transit.

## Listes d'exoplanètes par constellation
Le découpage en constellations est basé sur la liste approuvée par l'Union astronomique internationale.
1. Liste d'exoplanètes de l'Aigle
2. Liste d'exoplanètes d'Andromède
3. Liste d'exoplanètes de l'Autel
4. Liste d'exoplanètes de la Balance
5. Liste d'exoplanètes de la Baleine
6. Liste d'exoplanètes du Bélier
7. Liste d'exoplanètes de la Boussole
8. Liste d'exoplanètes du Bouvier
9. Liste d'exoplanètes du Burin
10. Liste d'exoplanètes du Caméléon
11. Liste d'exoplanètes du Cancer
12. Liste d'exoplanètes du Capricorne
13. Liste d'exoplanètes de la Carène
14. Liste d'exoplanètes de Cassiopée
15. Liste d'exoplanètes du Centaure
16. Liste d'exoplanètes de Céphée
17. Liste d'exoplanètes de la Chevelure de Bérénice
18. Liste d'exoplanètes des Chiens de chasse
19. Liste d'exoplanètes du Cocher
20. Liste d'exoplanètes de la Colombe
21. Liste d'exoplanètes du Compas
22. Liste d'exoplanètes du Corbeau
23. Liste d'exoplanètes de la Coupe
24. Liste d'exoplanètes de la Couronne australe
25. Liste d'exoplanètes de la Couronne boréale
26. Liste d'exoplanètes de la Croix du Sud
27. Liste d'exoplanètes du Cygne
28. Liste d'exoplanètes du Dauphin
29. Liste d'exoplanètes de la Dorade
30. Liste d'exoplanètes du Dragon
31. Liste d'exoplanètes de l'Écu de Sobieski
32. Liste d'exoplanètes de l'Éridan
33. Liste d'exoplanètes de la Flèche
34. Liste d'exoplanètes du Fourneau
35. Liste d'exoplanètes des Gémeaux
36. Liste d'exoplanètes de la Girafe
37. Liste d'exoplanètes du Grand Chien
38. Liste d'exoplanètes de la Grande Ourse
39. Liste d'exoplanètes de la Grue
40. Liste d'exoplanètes d'Hercule
41. Liste d'exoplanètes de l'Horloge
42. Liste d'exoplanètes de l'Hydre
43. Liste d'exoplanètes de l'Hydre mâle
44. Liste d'exoplanètes de l'Indien
45. Liste d'exoplanètes du Lézard
46. Liste d'exoplanètes de la Licorne
47. Liste d'exoplanètes du Lièvre
48. Liste d'exoplanètes du Lion
49. Liste d'exoplanètes du Loup
50. Liste d'exoplanètes du Lynx
51. Liste d'exoplanètes de la Lyre
52. Liste d'exoplanètes de la Machine pneumatique
53. Liste d'exoplanètes du Microscope
54. Liste d'exoplanètes de la Mouche
55. Liste d'exoplanètes de l'Octant
56. Liste d'exoplanètes de l'Oiseau de paradis
57. Liste d'exoplanètes d'Ophiuchus
58. Liste d'exoplanètes d'Orion
59. Liste d'exoplanètes du Paon
60. Liste d'exoplanètes de Pégase
61. Liste d'exoplanètes du Peintre
62. Liste d'exoplanètes de Persée
63. Liste d'exoplanètes du Petit Cheval
64. Liste d'exoplanètes du Petit Chien
65. Liste d'exoplanètes du Petit Lion
66. Liste d'exoplanètes du Petit Renard
67. Liste d'exoplanètes de la Petite Ourse
68. Liste d'exoplanètes du Phénix
69. Liste d'exoplanètes du Poisson austral
70. Liste d'exoplanètes du Poisson volant
71. Liste d'exoplanètes des Poissons
72. Liste d'exoplanètes de la Poupe
73. Liste d'exoplanètes de la Règle
74. Liste d'exoplanètes de la Réticule
75. Liste d'exoplanètes du Sagittaire
76. Liste d'exoplanètes du Scorpion
77. Liste d'exoplanètes du Sculpteur
78. Liste d'exoplanètes du Serpent
79. Liste d'exoplanètes du Sextant
80. Liste d'exoplanètes de la Table
81. Liste d'exoplanètes du Taureau
82. Liste d'exoplanètes du Télescope
83. Liste d'exoplanètes du Toucan
84. Liste d'exoplanètes du Triangle
85. Liste d'exoplanètes du Triangle austral
86. Liste d'exoplanètes du Verseau
87. Liste d'exoplanètes de la Vierge
88. Liste d'exoplanètes des Voiles

## Autres listes
- Liste de premières exoplanètes
- List of extrasolar candidates for liquid water (en)
- List of multiplanetary systems (en)
- List of nearest exoplanets (en)
- List of nearest terrestrial exoplanet candidates (en)
- Liste d'exoplanètes potentiellement habitables
- Liste de planètes et de systèmes planétaires extrêmes
- Liste des planètes connues
- Liste des exoplanètes découvertes grâce à HARPS
- Liste des planètes découvertes grâce au télescope spatial Kepler
- Liste des planètes découvertes grâce au Transiting Exoplanet Survey Satellite